# Blomställning
Blomställning är en del av en växt. Den består av minst två blommor som sitter på samma huvudaxel utan att det finns fullt utbildade mellanliggande blad. Svepeblad eller högblad kan förekomma i blomställningen. Blomställningar finns som enkla, sammansatta, begränsade (cymösa) och obegränsade (racemösa). Vissa växter saknar blomställningar, då sitter blommorna i stället ensamma eller åtskilda från varandra i toppen av stjälken.

## Enkla blomställningar

### Begränsade (cymösa) blomställningar

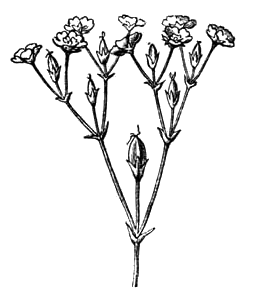
Ett tvåsidigt knippe med sin fjärde "omgång" blommor (åtta stycken). De 1+2+4 blommorna i de tre tidigare omgångarna är överblommade. Det är sällan så här exemplariskt i verkligheten. Sidogrenarna utvecklas ofta i olika takt.

Begränsade blomställningar kallas även knippen. Huvudaxeln (rachis) avslutas med en toppblomma, tillväxten av blomställningen sker via sidoaxlar. Huvudaxelns blomma utvecklas före sidoaxlarnas, vars blommor i sin tur utvecklas före deras respektive sidoaxlars, etcetera. Nejlikväxter, törelväxter, fetbladsväxter och tågväxter är exempel på familjer med begränsade blomställningar.
- Knippe - skotten slutar i en blomma, de övriga blommorna kommer i änden på sidoskott under denna.

Ensidigt knippe, skruvknippe
Ensidigt knippe, sicksackknippe
Tvåsidigt knippe
Klaselikt knippe
Kvastlikt knippe

### Obegränsade (racemösa) blomställningar
Tillväxten sker längs huvudaxeln, utan toppblomma (en "skenbar toppblomma" kan förekomma).
- Ax - blommorna sitter, utan skaft, direkt på huvudaxeln.
- Hänge - är ett ax med slak hängande huvudaxel.
- Kotte - är ett förvedat ax.
- Huvud - är ett ax med förkortad, ofta förtjockad, huvudaxel. Blomskaft saknas eller är mycket korta.
- Kolv - är ett ax med förtjockad huvudaxel, finns hos bland annat kallaväxter.
- Enkel klase - blommor skaftade.
- Kvast - liknar klasen, men blommorna sitter mer eller mindre i samma höjd.
- Flock - liknar till det yttre kvasten, men huvudaxeln är förkortad så att blomskaften utgår från "samma punkt". Förekommer hos bland annat flockblommiga växter och amaryllisväxter.
- Korg - huvudaxeln är ombildad till en disk- eller korgliknande bildning, i denna sitter blommorna utan skaft. Förekommer hos korgblommiga växter.

ax
huvud
kolv
enkel klase
kvast
flock
korg

## Sammansatta blomställningar
- Sammansatt ax eller dubbelt ax - förekommer hos bland annat gräs och halvgräs (kallas ofta bara för "ax" hos dessa), och är en axlik blomställning bestående av småax.
- Vippa - förekommer hos gräs och är en klaselik blomställning bestående av småax.

"enkel vippa" (bestående av småax ordnade som en enkel klase)
sammansatt (dubbel) flock
sammansatt klase
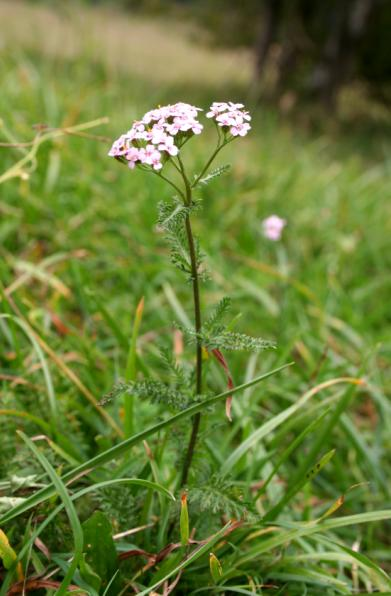
röllikan har blommorna i korgar som i sin tur är ordnande som en sammansatt kvast.